# نقطه آخر
نقطه آخر یک تله‌فیلم محصول سال ۱۳۸۸ به کارگردانی بیژن شیرمرز،  و تهیه‌کنندگی آمنه بشیری می‌باشد که در نوروز ۱۳۸۹ از شبکه قرآن پخش شد.

## خلاصه داستان
نرگس همسر ایوب می‌بایست برای دیدن تنها فرزندش مصطفی پس از ۲۰ سال مهیا شود. نرگس خبر بازگشت مصطفی را به ایوب می‌دهد؛ ولی ایوب همانند نرگس انتظار این بازگشت را ندارد. یاسمن، شاگرد سابق نرگس درمدرسه و همبازی دوران کودکی مصطفی که در حال حاضر در خیاط خانه محقر نرگس در منزل به او کمک می‌کند، کاندیدای نرگس برای ازدواج با مصطفی است، اما رضا یکی از بچه‌های محل که به نوعی مرید ایوب است هم یاسمن رابرای ازدواج انتخاب کرده‌است که نرگس …

## بازیگران
- پویا امینی
- زهراسعیدی
- احمد علامه‌دهر
- سیده سمیراحسینی
- فریده دریامج
- آتش تقی‌پور
- علی ابوالحسنی